# سالفاتور جنتايل
سالفاتور جنتايل إحدى شخصيات مسلسل كرتون انمي كابتن ماجد.

## عن الشخصية
جنتايل لاعب متميز، لم يستطع غريب التغلب عليه مطلقا(باستثناء محاورة واحدة). مغرور بعض الشيء. أول ظهور له، بعدما يسجل غريب الهدف الثاني في مرمى فريق جيوفنتوس .
في السلسلة الثانية، وخلال دقائق يقلب النتيجة رأسا على عقب لتصبح النتيجة 3 – 2 لصالح جيوفنتوس. غالبًا ما يستهزئ بغريب، لكنه يعقد صداقة حميمة معه. يعد اللاعب رقم 1 في أوروبا كأفضل مدافع. وبالرغم من قوة سالفاتور جنتايل، وجينو هيرناندز، إلا أن المنتخب الإيطالي يخسر أمام قوة منتخب الأروجواي بقيادة هدير. يخسر كذلك أمام المنتخب العربي 4 – 0 وذلك لأن كلا من جينو وسالفاتور قد أصيبا في مباراتهم مع الأروجواي. وهذا كله في السلسلة الثانية. في السلسلة الثالثة يحترف سالفاتور جنتايل في فريق نادي جيوفنتوس Juventus الإيطالي مع بسام.